# Boîtier d'entraînement des accessoires

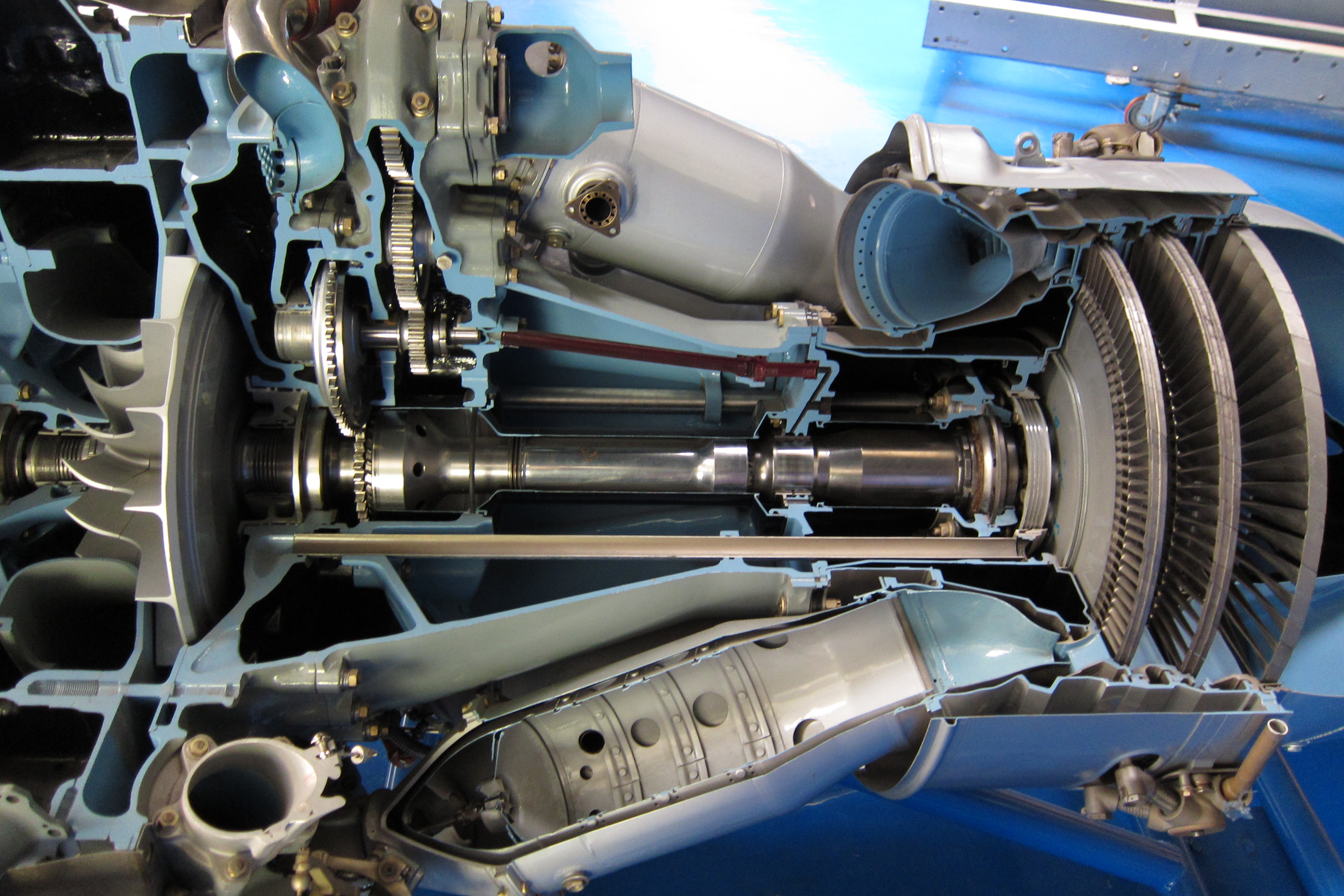
Un turbopropulseur Rolls-Royce Dart démonté. Boitier d'entrainement des accessoires en haut

Un boîtier d'entraînement des accessoires est une transmission mécanique montée sur un moteur d'aéronef basé sur une turbine à gaz : turboréacteur à simple ou double flux, turbopropulseur ou turbomoteur d'hélicoptère. Sa fonction est de prélever une petite fraction de l'énergie mécanique produite par la turbine, pour actionner les systèmes auxiliaires du moteur et, plus généralement, de l'appareil : pompes, génératrices, etc. 

## Rôle
Le boitier d'entraînement est chargé de fournir l'énergie mécanique à des systèmes auxiliaires, dont le détail varie selon le moteur et l'appareil. On peut trouver typiquement : 
- Au moins une pompe à carburant. Il peut y avoir plusieurs pompes redondantes, et, si le moteur possède une postcombustion, elle aura souvent une pompe dédiée.
- Une génératrice électrique. Il s'agit d'une machine synchrone, actionnée via un entraînement à vitesse constante, pour délivrer de l'électricité sous une fréquence de 400 Hertz, standard en aéronautique[2].
- Les pompes qui font circuler l'huile de lubrification
- Un pompe hydraulique, pour le circuit hydraulique de l'avion (qui actionne des systèmes mécaniques comme la sortie et la rentrée du train d'atterrissage, par exemple)[3]
- Parfois des compresseurs d'air haute pression, chargés de fournir de l'air comprimé pour certains systèmes (par exemple les inverseurs de poussée).
- Parfois des compresseurs d'air basse pression, pour la pressurisation de la cabine.